# Université de Wuhan
 (janvier 2013).
Si vous disposez d'ouvrages ou d'articles de référence ou si vous connaissez des sites web de qualité traitant du thème abordé ici, merci de compléter l'article en donnant les références utiles à sa vérifiabilité et en les liant à la section « Notes et références ».
L'université de Wuhan (chinois : 武汉大学 ; chinois traditionnel : 武漢大學 ; pinyin : Wǔhàn Dàxué, familièrement chinois : 武大 ; pinyin : Wǔdà) est une des grandes universités chinoises, placée directement sous l'administration du Ministère de l'Éducation de la république populaire de Chine. 
Elle est située à Wuhan, capitale de la province de Hubei, connue comme une « voie de communication menant à neuf provinces ».

## Campus
Les bâtiments de l'université sont intégrés dans le paysage environnant, notamment la colline de Luojia et le lac de l’Est. Son campus est boisé et vert, et des fleurs odorantes le décorent toute l'année. Les bâtiments sont également des beautés architecturales[réf. souhaitée]. 
L'université de Wuhan est largement reconnue comme étant l'une des plus belles universités du monde[réf. souhaitée].

## Histoire
La création de l'université remonte à l'Institut Ziqiang (自强学堂 / 自強學堂, Zìqiáng xuétáng), qui a été fondé en 1893 par Zhang Zhidong, gouverneur de la province du Huguang (agglomérant les actuelles provinces du Hubei et du Hunan) à la fin de la dynastie Qing[réf. souhaitée]. 
En 2000, l'université de Wuhan a collaboré à la fondation de l'Alliance française de Wuhan dont elle abrite le siège.

## Vie académique
L'université de Wuhan accueille environ 53 000 étudiants, dont 18 000 de niveau postgraduate. Elle a de nombreux échanges culturels avec la France, notamment avec l'École nationale des chartes, l'université Paris-Saclay , l'université Lille, l'université Claude-Bernard-Lyon-I, et, enfin, la Rouen Business School[réf. souhaitée].
Au niveau international, l'université a également collaboré avec l'université Duke et la ville de Kunshan afin d'établir l'Université sino-américain de Duke Kunshan.

## Anciens étudiants notables
- Guo Moruo, historien, archéologue.
- Shen Congwen, écrivain.
- Wen Yiduo, poète et enseignant.
- Ling Shuhua, femme de lettres.
- Chi Li, femme de lettres.
- Xiao Hailiang,plongeur, champion olympique.
- Karim Massimov, premier ministre du Kazakhstan.
- Lei Jun, homme d'affaires chinois.
- Fang Fang, femme de lettres.